# Che femmina!! e... che dollari!
Che femmina!! e... che dollari! è un film del 1961, diretto da Giorgio Simonelli.

## Trama
Due investigatori privati americani, Mike e Fred, arrivano in Italia con lo stesso compito, scovare la ragazza che ha ereditato un sostanzioso patrimonio e portarla oltreoceano. Le tracce sono labili e i due investigatori affrontano molte avventure, sempre cercando di mettersi l'un l'altro i bastoni tra le ruote. Pur di trovare per primo la ragazza, uno dei due arriva ad assoldare una affascinante zingara, Laura, perché seduca il suo avversario con la sua voce melodiosa. Solo sul piroscafo che sta tornando in America, capiranno che la misteriosa ereditiera è proprio la bella zingara e al malcapitato non resterà che mangiarsi le mani dalla rabbia.